# Lisica i pas (1981.)
Lisica i pas (engleski The Fox and the Hound) je slavni i hvaljeni američki animirani film iz 1981. godine, kojeg je producirao Walt Disney Productions, a nastao je prema istoimenom knjizi Daniela P. Mannixa. To je 24. animirani film iz Disneyjevog studija. Radnja se vrti oko dva vjerojatno prijatelja, lisica Tod i pas Koper, koji se bore za očuvanje svoje prijateljstvo usprkos njihovom nastajanju instinkte.
Film je redatelja Teda Bermana i Richarda Richa, u kojem su glasove posudili Kurt Russell, Mickey Rooney, Pearl Bailey, Sandy Duncan, Jeanette Nolan, John Fiedler, Jack Albertson i John McIntire. Producirali su ga Ron Miller, Art Stevens i Wolfgang Reitherman. Godine 2000. je izašlo i DVD izdanje za hrvatsko tržište. U vrijeme objavljivanja, to je bio najskuplji animirani film proizveden, koštalo 12 milijuna dolara. To je bio zadnji animirani film iz Disneyjevog studija da nema kraja kredita, i posljednji Disneyjev film u kojem je bio uključen Don Bluth u svojoj proizvodnji. Nastavak pod nazivom Lisica i pas 2 objavljen je 2006. godine. Knjiga pripovjedaka temelji se na ovaj film je objavljen 31. prosinca 2009. godine. To je četrnaesta knjiga iz kolekcije „Diznijevi klasici”. Stripovi filma su objavljeni u drugim zemljama.

## Radnja
Radnja se vrti oko mlade lisica mladunče po, koji je siroče. Big Mama (Pearl Bailey) sovke, Boomer (Paul Winchell) djetlići, i Dinky (Richard Bakalyan) zebe, imaju ga usvoji lijepih starih Gospođa Tvid. Gospođa Tvid je na svom imanju pronašla mladunče lisice koje je ostalo bez mame. Usvojila ga je i dala mu ime Tod. U međuvremenu je njen komšija lovac Ejmos Slejd doveo kući štene lovačkog psa koji se zove Koper. Njih dvojica su vrijeme provodili u igri i jurnjavi. Postali su najbolji prijatelji. Ipak jednom liscu nije bilo mesto na farmi lovca i njegovih pasa. Sova Big Mama upozorava Tod svaki dan, Koper će vas uloviti. Kada dva odrasti, Koper je naređeno da se lov Tod. Ali on neka pobjeći. Vlak hitovi stariji pas Chief i Koper kaže da će loviti Tod za to. Kada je Ejmos Slejd zapretio da će ubiti Toda, udovica Tvid odlučuje da ga odvede u šumu i pusti da nastavi svoj život u bezbednijem okruženju. Stari prijatelji se posle nekog vremena sreću u šumi u lovu na lisice. Ali Koper i Ejmos Slejd pojavite, i lov Tod i njegov novi prijatelj Vixey dolje. Tod ih spašava od medvjeda i on i Koper su opet prijatelji. Ali oni ne mogu igrati zajedno više.

## Uloge
- Mickey Rooney kao Tod odrasli
- Kurt Russell kao Koper odrasli
- Pearl Bailey kao Big Mama sovke
- Jack Albertson kao Ejmos Slejd
- Sandy Duncan kao Vixey
- Jeanette Nolan kao Gospođa Tvid
- Pat Buttram kao Chief
- John McIntire kao jazavac
- John Fiedler kao dikobraz
- Richard Bakalyan kao Dinky
- Paul Winchell kao Boomer
- Keith Coogan kao mladi Tod
- Corey Feldman kao mladi Koper

## Vanjske poveznice
- Lisica i pas u internetskoj bazi filmova IMDb-a